# SOUL'd OUT (アルバム)
SOUL'd OUT（ソウルド アウト）は、SOUL'd OUTの1stアルバムである。

## 収録曲
1. Thunder Storm
2. ウェカピポ
3. Interlude : Channel
4. SOUL'd OUT is Comin' 
インディーズ期にリリースした「DEMO TRACKS」にはこの曲の別バージョンが収録されている。2nd VerseもDiggy-MO'が担当しており、その部分の歌詞は「SOUL'd OUT」収録バージョンとは異なる。
5. Diggy Diggy Diggy
6. 円卓の騎士
7. ア アラララァ ア アァ！
8. Dream Drive
9. Flyte Tyme (Extended)
10. 輪舞曲
表記はないがアルバムバージョンであり、イントロが追加されている。
11. GAME
12. H.B.B Noizzz!
13. See You @ Tha HOT SPOT
14. Master's Groove
Shinnosukeによるインスト曲。
15. Interlude : Break it down
「HUNTER」のライブ音源の一部。
16. Shut Out
17. True to myself
SOUL'd OUTとして最初に制作した楽曲。
18. 戦士達 天使達 〜Livin' for Today〜
歌詞はDiggy-MO'がSOUL'd OUT結成前から書いていたものであり、このアルバムの中で唯一トラックより先に歌詞を作った楽曲。